# Daniel Restrepo Carmona
Daniel Restrepo Carmona (Medellín, Antioquia, 27 de marzo de 1991) es un político colombiano. Actualmente es Miembro de la Cámara de Representantes de Colombia por el departamento de Antioquia, perteneciendo a la Comisión III o de Hacienda y Crédito Público y a la Comisión Legal de Investigación y Acusación. Adicionalmente, pertenece a las siguientes Comisiones Accidentales: Comisión Accidental de Juventud, Comisión Accidental en defensa de la vida, la familia y la libertad religiosa y la Comisión Accidental de Seguimiento al Restablecimiento de las Relaciones Diplomáticas y Comerciales entre la República de Colombia y la República Bolivariana de Venezuela.

## Biografía
Nació en Medellín pero desarrolló su infancia en el municipio de Itagüí. Completó estudios superiores en la Institución Universitaria de Envigado, graduándose como abogado en el año 2012 y en la misma universidad realizó una especialización en contratación estatal en el año 2014. 

## Carrera
Trabajó durante dos años en la Secretaría de Hacienda de Itagüí durante la alcaldía de Carlos Andrés Trujillo González. Fue elegido concejal en 2015, con el movimiento Itagüí Somos Todos, siendo el concejal más joven del municipio al momento de su elección con 24 años. Se reeligió con el Partido Conservador en 2019 logrando, además, la votación más alta del municipio. En el año 2019, recibió la distinción honorífica al concejal más destacado de Itagüí, reconocimiento que realiza la Gobernación de Antioquia para exaltar la labor de los concejales en su día, 24 de mayo. 
En 2021 renunció al Concejo para ser la fórmula a la Cámara de Representantes por Antioquia de Carlos Trujillo. Ambos fueron elegidos y Restrepo logró la mayor votación conservadora del departamento con más de 78.000 votos.

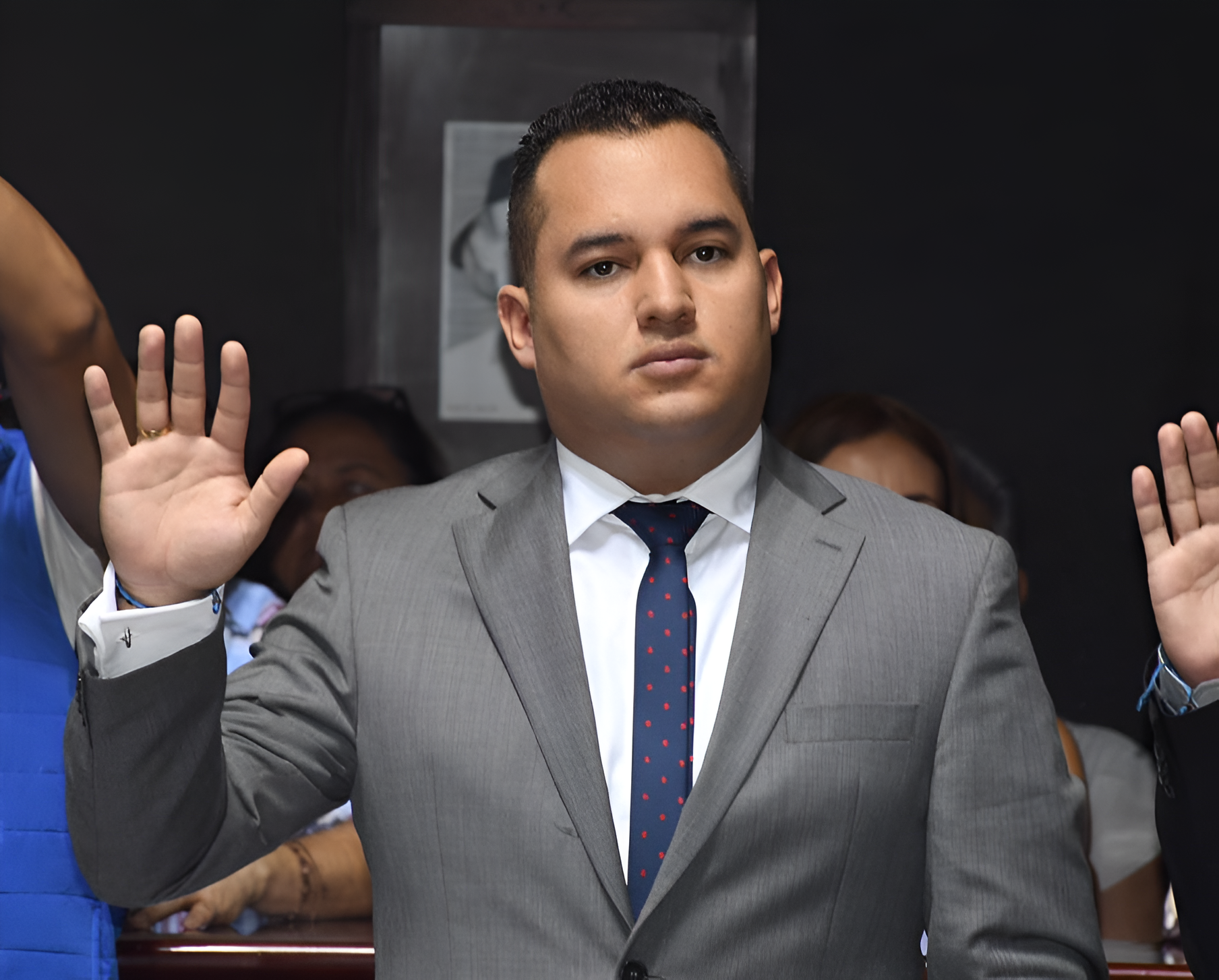
Toma de juramento de Daniel Restrepo como Concejal de Itagüí en 2020.

Pertenece al Partido Conservador Colombiano.